# Ron Jans
Ron Jans (Zwolle, Países Bajos, 29 de septiembre de 1958) es un exjugador y entrenador de fútbol neerlandés. Actualmente dirige al FC Utrecht de la Eredivisie.

## Carrera como jugador
Su primera experiencia futbolística la tuvo en el club amateur SV Zwolle de Zwolle. Su talento fue reconocido por el PEC Zwolle, que logró atraerlo como jugador juvenil. En la temporada 1976-77, Jans debutó en el primer equipo, que entonces jugaba en la Eerste divisie. Con Jans, PEC alcanzó el segundo lugar. Un año después, el PEC se proclamó campeón y ascendió a la Eredivisie. Jans jugó cuatro temporadas más en la máxima categoría y en el verano de 1982 se trasladó al FC Groningen.
Como jugador del Groningen, marcó dos goles legendarios en 1983. El 23 de enero de 1983, durante el partido de liga contra el Ajax, empató (5-5) en los últimos segundos, después de que Groningen perdiera 5-3 unos minutos antes y perdiera 2-0 antes en el partido. Y en el partido de la Copa de la UEFA contra el Atlético de Madrid, Jans marcó uno de los tres goles del equipo.
En el verano de 1984 Jans se trasladó a Roda JC. Jugó tres temporadas en Roda, tras lo cual jugó una temporada en Japón en Mazda Sport, con el portero Dido Havenaar y el entrenador Hans Ooft. Tras regresar de Asia, jugó tres temporadas más con Veendam.

## Carrera como entrenador

### FC Groningen
Nacido en Zwolle, Overijssel, Ron Jans fichó por el FC Groningen en 2002 y fue el entrenador con más años de servicio en toda la Eredivisie, siendo fundamental en los éxitos recientes del club, incluidas dos clasificaciones consecutivas para la Copa de la UEFA en 2005 y 2006. Durante su estancia en Groningen, era conocido por sus comentarios ingeniosos durante las conferencias de prensa y su actitud positiva hacia la prensa. Anteriormente trabajó como profesor de alemán. También apareció regularmente en el canal de televisión holandés Nederland 3 como analista de la UEFA Champions League durante la temporada 2009-10.
En noviembre de 2009 anunció que dejaría el club al final de la temporada 2009-10, después de ocho años a cargo del club, citando su deseo de vivir una nueva experiencia como el principal motivo de su elección.

### SC Heerenveen
En febrero de 2010, los dirigentes del SC Heerenveen acordaron las condiciones para la próxima temporada con el entrenador del Groningen. El técnico de 51 años se incorporó a su nuevo club al final de la temporada en sustitución de Jan de Jonge. La medida generó toda una controversia ya que SC Heerenveen y FC Groningen son grandes rivales en la Eredivisie. Después de que se supo la noticia, los fanáticos mostraron una pancarta que decía: "Nunca supiste cómo reemplazar a alguien". Con este mensaje, por un lado, mostraron su disgusto por la jugada del entrenador y se burlaron de cómo en ocasiones sustituía a jugadores que apenas tenían sentido.
La primera temporada de Jans fue considerada en su mayoría decepcionante, ya que sólo terminó en el 12° lugar en la clasificación de la liga y también fue criticado por una serie de decisiones controvertidas. Sin embargo, su segunda temporada resultó mucho mejor, gracias a su capacidad para aprovechar al máximo a los delanteros Bas Dost, Luciano Narsingh y Oussama Assaidi y llevar al equipo a la batalla por el título de liga en abril de 2012. En enero de 2012, se reveló que dejaría el club al final de la temporada y que el exjugador Marco van Basten lo reemplazaría.

### Standard Lieja
El 29 de mayo de 2012, fue anunciado como nuevo entrenador del Standard de Lieja. No obstante, después de once partidos de liga, el 22 de octubre fue destituido del club, luego de que ocupara en ese momento el puesto N°12 en la Jupiler Pro League.

### PEC Zwolle
El 18 de marzo de 2013 se anunció que Jans sería en el nuevo entrenador del PEC Zwolle a partir de la temporada 2013-14 y firmó un contrato por dos años. En su primera temporada, ganó la Copa KNVB el 20 de abril de 2014 al vencer al Ajax por 5-1. Apenas cuatro meses después, obtuvo la Supercopa de los Países Bajos al vencer nuevamente al Ajax por 1-0. La KNVB anunció en marzo de 2017 que se convertiría en director del curso de entrenador de fútbol profesional después de la temporada 2016-17. Dos meses antes, había anunciado que se marcharía del club al final de la temporada.

### FC Cincinnati
El 26 de julio de 2019, el periódico The Athletic informó que Jans había sido contratado como entrenador del club estadounidense FC Cincinnati y que reemplazaría al entrenador interino Yoann Damet cuando obtuviera una visa de trabajo. Fue anunciado de manera oficial el 5 de agosto de 2019, poniendo fin a una búsqueda de entrenador de meses que comenzó con el despido de Alan Koch en mayo de 2019.
El 17 de febrero de 2020, Jans renunció a su puesto de entrenador en medio de una investigación sobre su presunto uso de un insulto racial.

### FC Twente
En junio de 2020, fue anunciado como entrenador del FC Twente y firmó un contrato por una temporada. En diciembre de 2020, su contrato se amplió hasta mediados de 2022. En enero de 2022, su contrato se amplió hasta mediados de 2023. En febrero de 2023 se anunció que se marcharía al final de la temporada.

### FC Utrecht
El 6 de septiembre de 2023, Jans firmó un contrato con el FC Utrecht hasta mediados de 2025 y reemplazó a Michael Silberbauer. En el momento de su nombramiento, el club se encontraba en el último puesto después de 4 partidos.

## Clubes

### Como jugador
| Club         | País         | Año       |
| ------------ | ------------ | --------- |
| PEC Zwolle   | Países Bajos | 1976-1983 |
| FC Groningen | Países Bajos | 1982-1984 |
| Roda JC      | Países Bajos | 1984-1987 |
| Mazda Motors | Japón        | 1987-1988 |
| BV Veendam   | Países Bajos | 1988-1991 |

### Como entrenador
| Club                 | País           | Año       |
| -------------------- | -------------- | --------- |
| SJS Stadskanaal      | Países Bajos   | 1991-1993 |
| ACV                  | Países Bajos   | 1993-1996 |
| Achilles 1894        | Países Bajos   | 1996-2000 |
| BVO Emmen (Ayudante) | Países Bajos   | 2000-2002 |
| FC Groningen         | Países Bajos   | 2002-2010 |
| SC Heerenveen        | Países Bajos   | 2010-2012 |
| Standard Lieja       | Bélgica        | 2012      |
| PEC Zwolle           | Países Bajos   | 2013-2017 |
| FC Cincinnati        | Estados Unidos | 2019-2020 |
| FC Twente            | Países Bajos   | 2020-2023 |
| FC Utrecht           | Países Bajos   | 2023-Act. |

## Estadísticas como entrenador
| Club           | País           | Año       | PJ  | PG  | PE  | PP  | Efectividad |
| -------------- | -------------- | --------- | --- | --- | --- | --- | ----------- |
| Groningen      | Países Bajos   | 2002-2010 | 310 | 128 | 66  | 116 | 48.39%      |
| Heerenveen     | Países Bajos   | 2010-2012 | 75  | 33  | 21  | 21  | 53.33%      |
| Standard Lieja | Bélgica        | 2012      | 12  | 5   | 1   | 6   | 44.45%      |
| PEC Zwolle     | Países Bajos   | 2013-2017 | 159 | 61  | 36  | 62  | 45.91%      |
| FC Cincinnati  | Estados Unidos | 2019-2020 | 10  | 1   | 4   | 5   | 23.33%      |
| Twente         | Países Bajos   | 2020-2023 | 116 | 56  | 31  | 29  | 57.19%      |
| Utrecht        | Países Bajos   | 2023-Act. | 77  | 41  | 21  | 15  | 62.34%      |
| Total          | Total          | Total     | 759 | 325 | 180 | 254 | 50.73%      |

## Palmarés

### Como entrenador

#### Campeonatos nacionales
| Título                        | Club       | País         | Año     |
| ----------------------------- | ---------- | ------------ | ------- |
| Copa de los Países Bajos      | PEC Zwolle | Países Bajos | 2013-14 |
| Supercopa de los Países Bajos | PEC Zwolle | Países Bajos | 2014    |